# In Crescendo
In Crescendo es el tercer álbum en directo de la banda vallisoletana de rock, Celtas Cortos, publicado el 4 de noviembre de 2016.
El álbum, editado en formato libro CD+DVD,  recoge el concierto que Celtas Cortos ofreció acompañado por la Orquesta Sinfónica del Principado de Asturias, el 12 de febrero, en el Auditorio Príncipe Felipe (Oviedo), con motivo del 30.º aniversario de la banda.